# 3人のパパ
『3人のパパ』（さんにんのパパ）は、TBS系『水ドラ!!』枠で2017年4月19日から6月21日まで放送されていたテレビドラマである。堀井新太は、本作が民放の連続ドラマ初主演となる。

## あらすじ
平林拓人は、高校時代からの友人である羽野恭平、岡山朔と三軒茶屋のシェアハウスで暮らしている。ある日、拓人が帰宅した際、一人の赤ちゃんが拓人たちの部屋で眠っていた。恭平、朔も帰宅し、3人は机に置かれた書置きと思われる手紙に目を通した。そして、3人は実の生みの親を知らずに赤ちゃんを育てることとなる。

## キャスト

### 主要人物
平林 拓人（ひらばやし たくと）〈24〉
演 - 堀井新太
元野球少年の営業マンで、アウトドア用品会社に勤務。ドジである。
羽野 恭平（はの きょうへい）〈24〉
演 - 山田裕貴
大手商社のエリートサラリーマン。潔癖症である。
岡山 朔（おかやま はじめ）〈24〉
演 - 三津谷亮
アパレルメーカーにデザイナーとして勤務。
渡辺 華（わたなべ はな）〈24〉
演 - 松井愛莉
拓人が勤務する会社の企業内託児所で働く保育士。拓人・恭平・朔の高校の同級生。拓人に恋心を寄せる。
高橋 るい（たかはし るい）〈24〉
演 - 相楽樹
恭平と同じ商社に勤務する女性社員で、婚約者。
少し成長した晴大（はると）
演 - 室野慶心
赤ちゃんの晴大（はると）
演 - 石塚錬

### その他
大山 美奈子（おおやま みなこ）〈45〉
演 - 濱田マリ
拓人たちが暮らすシェアハウスの大家。同じ建物の1階でたこ焼き屋「どないや」を営む。拓人たちの母親代わりとして慕われる。
坪井 亜沙美
演 - 小島梨里杏

## スタッフ
- 脚本 - 小山正太
- 音楽 - 世武裕子
- 主題歌 - KEYTALK「黄昏シンフォニー」（ビクターエンタテインメント）
- 企画サポート - 瀬戸口克陽、伊藤雄介
- プロデュース - 松本友香
- 演出 - 岡本伸吾、伊藤雄介、小牧桜
- 製作著作 - TBS

## 放送日程
| 各話   | 放送日  | サブタイトル                                              |
| ------ | ------- | --------------------------------------------------------- |
| 第1話  | 4月19日 | あなたの子供です!?ゆとり世代VS赤ちゃん!!                  |
| 第2話  | 4月26日 | 初めての育児に苦戦!大ゲンカでシェアハウス崩壊の危機!?     |
| 第3話  | 5月03日 | 無責任が原因で大事件に発展!?第一章クライマックスへ!!      |
| 第4話  | 5月10日 | 楽しい記念日から一転､最悪の空気に!?サプライズで一発逆転!? |
| 第5話  | 5月17日 | イヤイヤ期到来!!華､一週間のママ体験で大奮闘               |
| 第6話  | 5月24日 | 突然の来訪者!美奈子さんに息子が?母親と認めない理由とは    |
| 第7話  | 5月31日 | 誘拐犯疑惑!?迫りくる謎の人物の正体は…。晴大を隠せ!        |
| 第8話  | 6月07日 | 運命の第3章!ついにDNA鑑定に踏み切る!近づくママの影        |
| 第9話  | 6月14日 | ママ襲来によって明かされる本当のパパ!!この子は返さない!!  |
| 最終話 | 6月21日 | 最後の1週間!こんな俺たちのこと愛してくれてありがとう      |

## ネット局と放送時間
| 放送対象地域   | 放送局                | 系列                          | 放送期間                | 放送日時                           | 備考       |
| -------------- | --------------------- | ----------------------------- | ----------------------- | ---------------------------------- | ---------- |
| 関東広域圏     | TBSテレビ（TBS）      | TBS系列                       | 2017年4月19日 - 6月21日 | 水曜 23:56 - 翌0:26                | 製作局     |
| 北海道         | 北海道放送（HBC）     | TBS系列                       | 2017年4月19日 - 6月21日 | 水曜 23:56 - 翌0:26                | 同時ネット |
| 岩手県         | IBC岩手放送（IBC）    | TBS系列                       | 2017年4月19日 - 6月21日 | 水曜 23:56 - 翌0:26                | 同時ネット |
| 岡山県・香川県 | 山陽放送（RSK）       | TBS系列                       | 2017年4月19日 - 6月21日 | 水曜 23:56 - 翌0:26                | 同時ネット |
| 高知県         | テレビ高知（KUTV）    | TBS系列                       | 2017年4月19日 - 6月21日 | 水曜 23:56 - 翌0:26                | 同時ネット |
| 宮崎県         | 宮崎放送（MRT）       | TBS系列                       | 2017年4月25日 - 6月27日 | 火曜 1:00 - 1:30（月曜深夜）       | 遅れネット |
| 熊本県         | 熊本放送（RKK）       | TBS系列                       | 2017年4月27日 - 6月29日 | 木曜 0:56 - 1:26（水曜深夜）       | 遅れネット |
| 長野県         | 信越放送（SBC）       | TBS系列                       | 2017年4月27日 - 6月29日 | 木曜 1:35 - 2:05（水曜深夜）       | 遅れネット |
| 近畿広域圏     | 毎日放送（MBS）       | TBS系列                       | 2017年4月27日 - 6月29日 | 木曜 1:59 - 2:30（水曜深夜）       | 遅れネット |
| 石川県         | 北陸放送（MRO）       | TBS系列                       | 2017年5月04日 - 7月06日 | 木曜 1:30 - 2:00（水曜深夜）       | 遅れネット |
| 福島県         | テレビユー福島（TUF） | TBS系列                       | 2017年5月08日 - 7月10日 | 月曜 0:50 - 1:20（日曜深夜）       | 遅れネット |
| 山梨県         | テレビ山梨（UTY）     | TBS系列                       | 2017年5月23日 - 7月25日 | 火曜 1:20 - 1:50（月曜深夜）       | 遅れネット |
| 青森県         | 青森テレビ（ATV）     | TBS系列                       | 2017年6月06日 - 8月15日 | 火曜 0:58 - 1:28（月曜深夜）       | 遅れネット |
| 福井県         | 福井放送 (FBC)        | 日本テレビ系列 テレビ朝日系列 | 2017年8月03日 - 8月17日 | 水曜・木曜 9:55 - 10:50（2話ずつ） | 遅れネット |